# Ahmed Al Ghabrini
Ahmad al- Ghubrīnī (en tamazight : ⴰⵃⵎⴷ ⵍⵖⵓⵕⴱⵉⵏⵉ, en arabe : أحمد الغبريني), ou Abu al-Abbas Ahmad ibn Ahmad ibn Abdullah ibn Muhammad ibn Ali al- Beja'i al- Ghubrini al- Zawawi est un religieux sunnite , d'obédience malikite, de croyance Ash'arite et affilié à la voie soufie Qadiriyyah. Il est originaire du Djurdjura en Kabylie, Afrique du Nord.

## Biographie

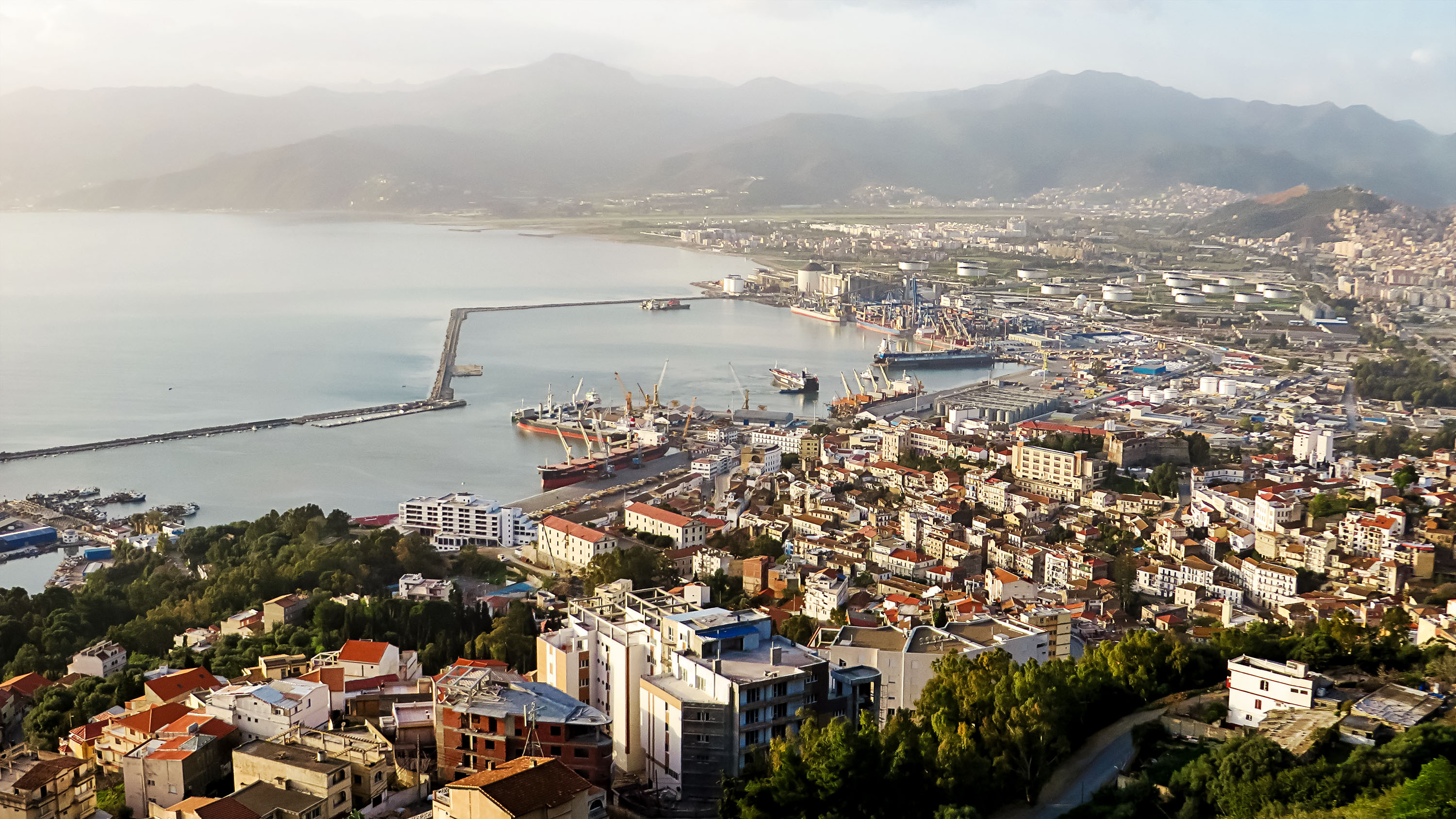
Béjaïa, ville d'origine d'Ahmed al Ghabrini.

Né en l'an 1264 à Bejaïa, il est le fils d'Abū Al-Qasim Ahmed Al-Ghubrīnī, un savant qui enseignait les sciences religieuses et la fatwa en Tunisie,. Il assistait à des séminaires dans la grande mosquée de Bejaïa ainsi qu'à la mosquée Zitouna de Tunis. Il pu acquérir des connaissances auprès de nombreux érudits, notamment Abu Muhammad Abd al-Haq al-Ansari al-Baja'i, Abū Fāris ‘Abd al-‘Azīz b. ‘Umar b. Makhlūf, Abu Abdullah al-Tamimi al-Qalai, Muhammad al -Umayyi, Abu Abdullah al-Kinani al-Shatibi et Abu al-Hasan al-Azdi. Il passa toute sa vie à Béjaïa et parvint au rang de "juge des juges" (Qadi al-Qudat).
En 1304, il est envoyé par Abū l-Baḳāʾ Ḵh̲ālid, le sultan hafside de Bougie comme émissaire auprès de son rival, le sultan hafside de Tunis Abū ʿAbd Allāh, afin d'établir de bonnes relations diplomatiques. À son retour, Ahmed al-Ghubrini fut accusé de trahison par le sultan de Béjaïa et est mis à mort.

## Œuvre
Son ouvrage majeur: 'Unwan al-diraya fi man 'urifa min al-'ulama'fi l-mi'a al-sabi'afi Bijaya [Ornement de connaissance sur ces savants connus de Bejaïa au VIIe siècle de l'hégire] a été traduit par 149 savants.